# Habronattus delectus
Habronattus delectus là một loài nhện trong họ Salticidae.
Loài này thuộc chi Habronattus. Habronattus delectus được Elizabeth Maria Gifford Peckham & George William Peckham miêu tả năm 1909.